# Magnus Bergman (kommendör)
Ragnar Sven Magnus Bergman, född 13 maj 1960 i Karlshamns församling i Blekinge län, är en svensk ingenjör och sjöofficer.
Bergman tog civilingenjörsexamen vid Chalmers tekniska högskola i Göteborg 1985. Han tog examen som mariningenjör vid Kungliga Sjökrigsskolan 1986 och blev samma år löjtnant i Mariningenjörkåren, 1988 befordrad till kapten. Han anställdes 1986 vid Fartygsbyrån i Fartygsavdelningen i Huvudavdelningen för marinmateriel vid Försvarets materielverk (FMV) och var 1988–1991 projektledare för HMS Smyge. År 1992 befordrades han till örlogskapten och var planeringschef vid Muskö örlogsvarv 1992–1994. Han blev kommendörkapten vid Ostkustens marinkommando 1994. Han var chef för Projektsektionen i Huvudavdelningen för marinmateriel i FMV 1995–1998, befordrades 1996 till kommendörkapten med särskild tjänsteställning och var chef för Ytstridsfartygsbyrån i Fartygsavdelningen i Huvudavdelningen för marinmateriel i FMV 1998–1999. Han befordrades 1999 till kommendör och var under 2000 chef för Produktionssamordning Sjö i Huvudavdelningen för marinmateriel i FMV. Han var 2000–2002 chef för Muskö örlogsvarv, 2002–2004 chef för Försvarsmaktens logistiks marinverkstad på Muskö örlogsvarv och 2004–2005 chef för Underhållsavdelningen i Krigsförbandsledningen vid Högkvarteret.
Sedan 2005 är han verkställande direktör för Svänghjulet AB.
Magnus Bergman invaldes 1996 som ledamot av Kungliga Örlogsmannasällskapet och 2001 som ledamot av Kungliga Krigsvetenskapsakademien.